# 白坂亜紀
白坂 亜紀（しらさか あき、1966年7月20日 - ）は、日本の実業家、政治家。自由民主党所属の元参議院議員（1期）。
株式会社白坂企画代表取締役、銀座料理飲食業組合連合会理事、一般社団法人銀座社交料飲協会副会長、大分県竹田市東京事務所所長、銀座ミツバチプロジェクト理事長、銀座なでしこ会代表、大分県豊の国かぼす特命大使、早稲田大学校友会中央稲門会会長。
本名は中山 亜紀（なかやま あき）。

## 経歴

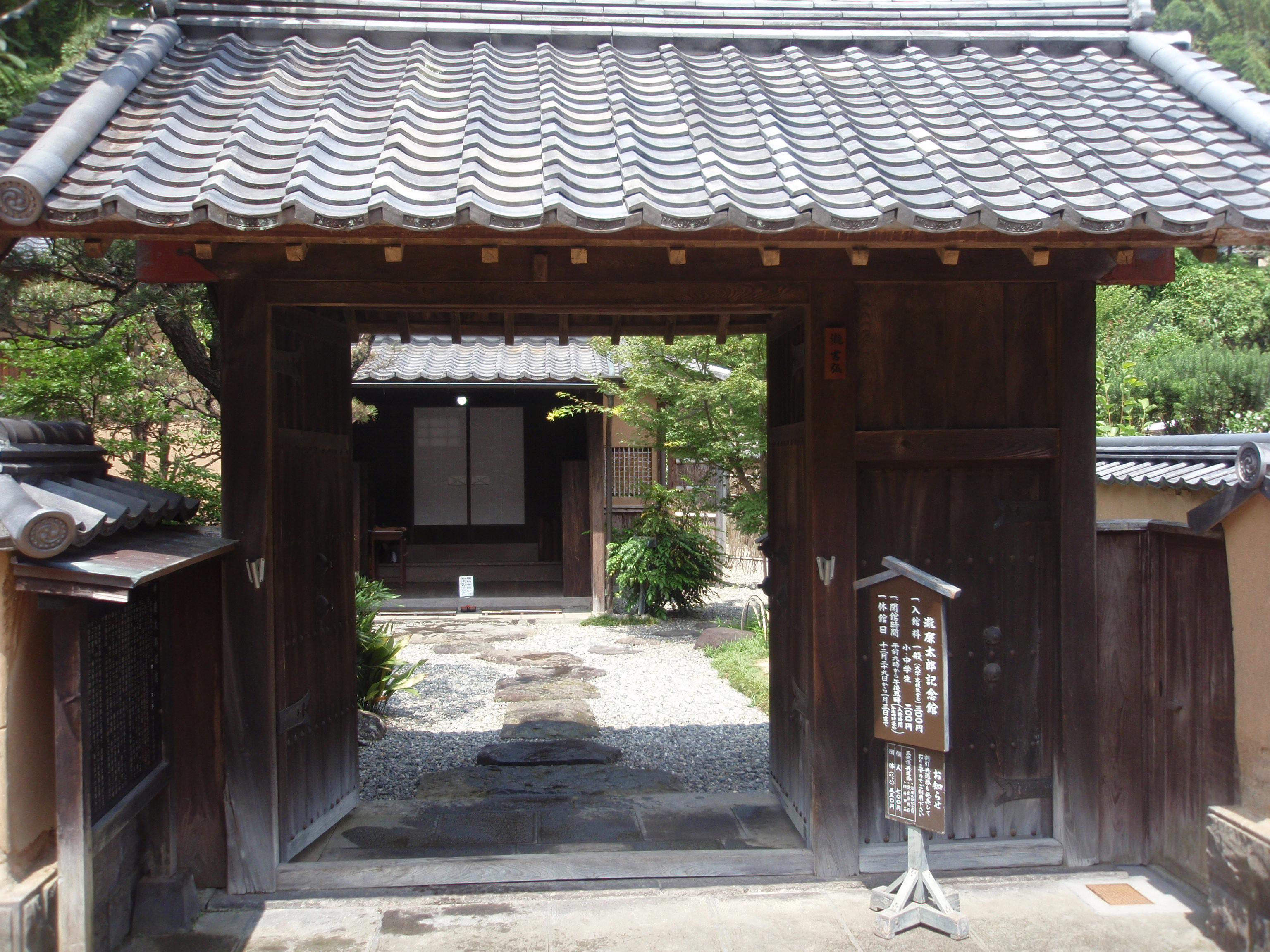
生家は滝廉太郎の生家でもある旧家であった。

大分県竹田市の瀧廉太郎の生家だった旧家に生まれ、読売新聞社記者を父に、珠算塾経営者であった母を持つ。兄は精神科医。「女は目立ってはいけない」という不文律があるなど封建的な風土で育つ。生家が瀧廉太郎の旧宅（現在は瀧廉太郎記念館）ということもあり、その影響か音楽にのめり込み、オペラ歌手を夢見て音楽学校への進学を希望するが、両親や周囲の人々に反対され、一時はぐれたこともあったが、その時に故郷の川「稲葉川」を見て深く慰められる。親族を説得して、落ちこぼれから猛勉強の末1985年早稲田大学に進学。
東京では専業主婦の多さに驚く。1980年代半ば当時は、男女雇用均等法が施行されたものの、女子学生が社会で活躍できるような時代ではなかった。男女の区別なく活躍できる仕事を求め、知人の紹介で日本橋の老舗クラブに勤め、経営者も従業員もすべて女性で、男性は補助的な仕事という男女逆転の世界を発見。企業のトップと対等に渡り合っているホステスが輝いて見えた。オーナーは子育ての傍らママをやっており、そうした様子を見て将来、自分で店を出すことを決意。早稲田大学第一文学部在学の傍らクラブ勤めを続け、頭角を現し大学4年生でチーママとなる。時期はバブルの真っ最中であった。母親は猛反対し、仕事を休んで上京、白坂の店を見に来た。しかし、母親の目には店の雰囲気が田舎の飲み屋の感じとは全く異なって見え、客が紳士であることを知り、許しを与えた。卒業後クラブに就職し数年間雇われママをやり、ほとんど完璧な店に育てたのち日本橋から銀座に進出。ここでもすぐにトップホステスとなり、収入のほとんどを貯蓄し1年で独立。1996年、自信があったためにあえてクラブの一等地である7・8丁目を避け5丁目に出店。
すぐに2店目を7丁目に出し、29歳で2店舗のオーナーママとなる。ところが、2店舗目を出したことで、ビジネスという"男性のいる領域"（当時の）に入ってしまったことで応援できないという男性が多くなり、客が去るなどゼロからの出発となり苦難の連続となる。その他、出産、バブル崩壊、金融バブル、リーマンショック、大震災など数々の危機を乗り越え、数多くのクラブが存在し平均寿命は6ヶ月といわれる銀座でBar、和食店など4店舗の経営者に。2児の母として主婦業もこなす。銀座の振興活動にも注力、文化の継承を目指す。
店名の『稲葉』は、故郷竹田市の稲葉川から名づけられた。
故郷・大分の経済状況を調べている際、2023年4月の参院大分選挙区の補欠選挙に関する自由民主党大分県連の公募を発見し、応募した。白坂自身は政界の人物とのコネはなく、政治経験もなかったが、公募に合格して自民党公認候補として大分県選挙区から立候補することが3月11日、発表された。
白坂は告示日前日の報道陣へのインタビューで「安定した県の行政・政治のため」に尽力すると答え、岸田文雄ら党幹部の応援を受けた。立憲民主党前職の吉田忠智（比例区より転出）との一騎打ちも激戦の様相を呈したが、4月23日の投開票の結果、341票の僅差で吉田を下して初当選した。4月27日、白坂、衆議院補選で当選した岸信千世、吉田真次の3人は清和政策研究会（安倍派）に入会した。
2025年7月3日に第27回参議院議員通常選挙が公示され、大分県選挙区には白坂、立憲民主党元職の吉田忠智、参政党新人の元看護師の野中慎介ら計5人が立候補の届出を出した。7月16日以降に各メディアは終盤情勢を発表。時事通信は「吉田と白坂が激戦を展開する」と報じ、産経新聞は「白坂と吉田が横一線」と報じた。7月20日投開票。白坂は193,277票を獲得するも、約1万4千票差で吉田に敗れた。参政党の野中は106,687票を獲得した。朝日新聞社は同日に実施した出口調査の結果を開票時に発表。1人区で自民党の支持基盤が細ったうえに、保守的な政策を掲げた参政党に無党派層が流れたことが浮き彫りとなった。1人区全体で政党支持率をみると、自民支持率は2022年の前回選挙では49％だったのが、30％に大きく落ち込んだ。無党派層の投票先の内訳をみると、22％が参政党候補、22％が立憲候補、20％が自民候補という結果だった。地元の大分放送は「自民党に不満を抱いた層の一部が野中に流れたとみられる」と報じた。

## 政策・主張
- 白坂は選挙に際し、大分合同新聞での記事上にて「愛する故郷のために頑張りたい」「若い人が未来に希望を持っていける県にしたい」と述べ、自身の体験談から「仕事をしながらの子育ては本当に苦労した」「女性が働きやすい環境を作る」とした[19]。

### 白坂に対する評価
- 大分県選挙区の補欠選挙に際し、大分合同新聞のインタビューで、大分県選挙区選出の自由民主党参議院議員・古庄玄知は、白坂のことを「子育てしながら、競争の激しい東京で長く飲食店を営んできた経営手腕の持ち主」とした上で、ふるさとである「大分の地を忘れず、出身地とのつながりを切らさず貢献してきた」と述べ、政策面に対する期待として「少子化対策や女性がいきいきと活躍できる社会構築のために働ける人材だ」と評価した[20]。同じく白川の補欠選挙出馬に際して自由民主党参議院幹事長の世耕弘成は「彼女こそ国政の場にいていただきたい候補だ」と発言し、エールを送った[21]。

## 略歴
- 1966年 - 大分県竹田市生まれ。父は読売新聞通信部記者、母は珠算塾経営、精神科医の兄を持つ。生家は現在の瀧廉太郎記念館である。
- 1985年 - 早稲田大学第一文学部入学 日本文学専修。
- 1987年 - 日本橋の老舗クラブにて勤務。女子大生ママとなる。
- 1991年 - 早稲田大学卒業。
- 1996年 - 銀座五丁目、七丁目にクラブ2店舗を開店。店名の「稲葉」は故郷の川の名前からとったものである。20代の若さで銀座クラブ2店開店ということが話題を呼び、写真誌『フォーカス』『ダカーポ』フジテレビ「銀座女絵巻」等の取材が相次ぐ。
- 2003年 - 「Bar 66」を開店。マスターは早稲田大学の同級生。店名の由来は2人の生まれ年1966年と、営業時間の18時-翌6時より。
- 2004年  - 「銀座きくち」開店（現在の「日本料理 穂の花」）。道場六三郎の一番弟子、菊池直美が料理長を務める。
- 2006年 - 銀座のビル屋上でみつばちを飼う活動の「銀座みつばちプロジェクト」を開始[6]。
- 2007年  - GSK(銀座料飲協会)理事に就任。
- 2009年 - NHK『生中継 ふるさと一番!』に出演（銀座緑化を語る）。
- 2009年 - 五丁目のクラブを「音楽ラウンジ」に。音楽スタッフを揃え、生演奏の店にする。
- 2010年 - GSK(銀座社交料飲協会)銀座緑化部長に就任。銀座屋上での農作業が、NHK首都圏ニュース他で報道される。
- 2011年 - 京都造形芸術大学東京学舎で講座を持つ。テーマは「銀座のママに学ぶ、人間力、女子力、ビジネス力」
- 2012年 - 著書『銀座の秘密――なぜこのクラブのママたちは、超一流であり続けるのか - すご腕女性10人の金言』（ 中央公論新社）を出版。
- 2013年  - 志高い女性の会「銀座なでしこ会」発足。銀座から日本文化を発信する。
- 2015年
  - 銀座料理飲食業組合連合会理事就任。
  - 大分県竹田市東京事務所所長に就任。
- 2016年 - 銀座ミツバチプロジェクト理事に就任。
- 2017年 - 銀座の流儀「クラブ稲葉」ママの心得帖を出版。
- 2018年 - NHK『プロフェッショナル仕事の流儀』「銀座、夜の女たちスペシャル」 に出演。
- 2020年
  - 『粋で鯔背なニッポン論』（ケント・ギルバート共著）を出版。
  - 『セ・ラヴィ これこそ人生！亜紀とあつこ「困難な時代の生き方」を語る』（岡野あつこ共著）を時事通信社より出版。

出典
- 2023年、参議院大分選挙区補欠選挙(4月6日告示、23日投開票)に、自由民主党公認公明党推薦の候補として立候補し、当選[25]。

## 人物

### 飲食業経営者として
早稲田大学在学時より日本橋の老舗クラブにて勤務。その後、20代で銀座でクラブを2店開店したことが話題を呼び、マスメディアで取り上げられた。 2018年 、NHK『プロフェッショナル仕事の流儀』「銀座、夜の女たちスペシャル」 に出演。平均寿命が半年足らずといわれる銀座の夜の街で長年に渡りクラブ経営を続けた手腕が業界内外から脚光を浴び、大学などで女性の生き方についての講義を行っている。SDGsにも強い関心を抱き、自身が理事長を務める「銀座ミツバチプロジェクト」は全国的な広がりを見せている。

### 経営手法
銀座のクラブは「第二秘書室」との考えから、客の頼み事は断らず、接待会場の手配をはじめ、アイドルのチケット手配から医者・銀行の紹介まで「何でも屋」のように振る舞う。年賀状の数は2万4000通を超えている（2018年現在）。
白坂が経営する店では、銀座の常識に反しオープン時からノルマを設定していない。ノルマがないため戦力外通告もない。これは銀座の客は、政治家や成功した経営者などが主流で、そうした客相手では数字だけを目指してもうまくいかず、ホステスの個性を無視して経営はできないとの考えに基づくものである。ノルマを課さずに売上げを伸ばすことで足の引っ張り合いを防ぎ、チームワークを醸成させる。また、かつては見て覚えていたホステスの仕事だが、現代の若者には通じないと考え、マニュアルを作り、𠮟ることもせずに誉めて教育し、成功している。褒め方も適当な褒め方ではなくよく観察をし、具体的に適切な言葉で褒める。
黒服のスタッフには大学生を積極的に採用している。社会経験を積むことができるためか、その後、就職して出世したり、起業したりする者が多い。また、独立できるのにいつまでもしないホステスに対しては、「崖から落とす」ように独立を促している。すでに白坂のもとからは13人が独立している（2022年7月現在）。

### リーマンショック
リーマンショック時にはそれまでにないほどの大打撃を受け、売上げのゼロ行進が続く。売上げ激減の中、銀行の貸し剥がしに合い、約1億円の負債を負う。銀行員は毎日やってきて、ある日、白坂に向かい「お嬢さんが二人いますよね、二人いたらお金作れるんですが、方法お教えしましょうか？」と言われ、死んで返すしかないと思う。この時、白坂はある銀行の支店長に向かい、「私が銀座からいなくなったら、銀座の火が消えます。それでもいいんですか？」と発言。この発言を聞いた支店長は、「そこまで言うんですか。分かりました」と言って、子会社の銀行を白坂に紹介して、事なきを得た。白坂は、銀座では多くの人に助けられ、支えられてきたが、助けてくれた人たちに恩返しをする意味もあり、「銀座ミツバチプロジェクト」「銀座なでしこ会」といったボランティア組織の活動に熱中するようになる。

#### コロナ禍以降
4店舗で月額250万円ほど家賃の支払いがあったが、銀座で仕事ができない期間には、店舗と自分自身の支出を見直す傍ら、追い詰められた中で白坂は、古くからの客に著書『粋で鯔背なニッポン論』を添えて2か月間で1000人ほどに送っている。さらに、経営する和食店『穂の花』では、初めて弁当を作り、医療従事者に届けた。こうした活動に対する客からの励ましと感謝の声や、「コロナ見舞い」の贈り物などに込められた気持ちが、再起の原動力になった。「銀座は特別な場所で、いい意味で普通じゃない人が多い。粋なカッコいい生き方をしている人が多い。お互いにリスペクトしている」（2022年4月、『フライデー』）などと語っている。

### 信条
白坂はLEADER'S ONLINEのインタビューに答え、ホームパーティの習慣がない日本のビジネスでは接待の文化は必要だ。現在では銀座で本格的なクラブといえるところは、数軒しかない。銀座のクラブで接待するのは一流ビジネスマンの証であり、そこからいくつものビジネスが生まれた。それが「銀座のママ」としての仕事の醍醐味だとし、キャバクラとクラブの違いについては、クラブではホステスに接待の作法をしっかりと教育するが、キャバクラはそうではない。例えればmixiがキャバクラで、Facebookがクラブのような感じだ。クラブを堅苦しく感じて、キャバクラが楽しいという対比の構図はあるかもしれないが、クラブにはクラブというしっかりした世界観があったと語っている。
また、別のインタビューでは、昔はホステスは日経新聞を読んでいればいいなどと言われたが、現在では客の仕事や興味などが多様化してきたため、雑誌だけでも月30冊は取り寄せ、広く浅く5つぐらい得意分野を持つことで大抵の話題にはついていける。しかし、自分が話すための勉強ではなく、話を聞く際に話し相手となり、相手を理解するためためのものだと語った。また、昼間はそうした勉強のほか、客へのお礼のメール、手紙などを書き、事務作業や予約を取ったり店に出る支度など地道な「昼の努力」が欠かせず、かつては365日24時間営業などと言われ、メンタルが健康でないと、よい接客はできない。体育会系女子が多く、そうでないと務まらない。またホステスは親友でもあり、ある時は恋人、ある時は母親、というように、いくつもの役割ができないといけないとも語っている

### 発言
- 出世するのは、"直観力"や"決断力"がある人。第六感が優れている人は五感を磨き抜いているので、当てずっぽうとはレベルが違う[23]。
- 富士フイルムはすでにフィルム会社ではなくなった。わずか20年程度で医療、医薬品などの分野に事業のすそ野を広げて業績を伸ばすことができたのは、時代に合わせて変化する勇気があったから。そんなスタンスの人や企業が今後も発展するのでは[23]。
- 客と道ならぬ恋に落ちたことはないのか？との質問に「銀座のクラブって意外と不倫はない。男と女になると別れが来るから。別れがあると仕事にならないというのもあるし[3]。」
- 自分さえよければ、という発想の現代の格差社会とは異なり、江戸時代は人様のために行動することが「粋」であった。いかに"世の中のためになっているか"という哲学を持つべき。バブル期の拝金主義の時代から、本来の日本人らしさを取り戻す時代になってきた。好例として、スーパーボランティアの尾畠春夫の名をあげ、「してあげるのではない、させてもらうんだ」の尾畠のスタンスに見られるような、"人への思いやり"を持った生き方が、究極には日本人としての最高の幸せであり、"粋な"生き方だ[23]。」
- 銀座は男が輝く場所だ。ただお金があって好き放題するわけではなく、自分を高める場所。ホステス達もその人に会うように自分を磨いている街。磨きあっているから楽しい。ほっと一息できる場所だと思います[3]。

### 銀座ミツバチプロジェクト
ある日、銀座のビルの屋上でミツバチを飼育する活動を行っている人物に、一緒に養蜂を手伝ってほしいと声をかけられたが、「私は夜の蝶ですから、ミツバチはどうかな…」と言ったところ、「働き蜂がなぜあんなに働くかご存じですか？それは女王蜂が強いフェロモンで指示しているからなんです。僕たちにも女王蜂がいたらもっと頑張れると思うので、銀座のママに僕たちの女王蜂になってもらいたい」と説明され、始めた。
当初は銀座の旦那衆が遊びで始めたものだった。ミツバチはその約30年前ころから地球上から姿を消していたといわれるが、これは強い電磁波のせいだと疑われていた。しかし、強い電磁波のある銀座でミツバチがちゃんと活動しており、電磁波ではなく強い新種の農薬が原因ではないかと推測された。ミツバチは交配作業をするため、ミツバチがいなくなると人間が食べる食料の7割はできなくなるといわれており、アインシュタインもミツバチが全滅したらその4年後に人間は絶滅すると予言していた。旦那衆がミツバチがいることは人間にとっても環境がいい街だという理由で、「銀座ミツバチプロジェクト」の会に発展したもので、その発展途上で参加した。
「銀座ミツバチプロジェクト」は、2022年時点で約2トンの蜜を集めた。蜜源が必要であるために、ミツバチが銀座周辺で飛べるように、銀座のビルの屋上に畑を作り、そこにホステスやバーテンダー、料理人などが集まり農作業を行っている。この運動により、地方と銀座の人々の間に交流が生まれ、銀座から環境問題、食の安全、農業問題、地方創生の問題を銀座から発信する会にまで発展した。2022年現在では、銀座はミツバチや野鳥が飛び交う生態系が見える街になりつつあり、多くのメディアにより取材されている。この動きは全国に広がりを見せ、日本中の都会で「ミツバチプロジェクト」が開始された。

### その他
人見知りのため、なじみのワインバーでワインを4杯ほど開け、ウォーミングアップしてから出勤する。

## 著作
- 『銀座の秘密－なぜこのクラブのママたちは、超一流であり続けるのか』（中央公論新社、2012年）ISBN 978-4-12-004430-4
- 『銀座の流儀　「クラブ稲葉」ママの心得帖』（時事通信社、2017年）ISBN 978-4788715141

共著
- 『粋で鯔背なニッポン論』（ケント・ギルバート共著、ビジネス社、2020年）ISBN 9784828421698
- 『セ・ラヴィ これこそ人生！亜紀とあつこ「困難な時代の生き方」を語る』（岡野あつこ共著、時事通信社、2020年）ISBN 9784788717169

## メディア
- NHK『プロフェッショナル仕事の流儀』「銀座、夜の女たちスペシャル」 （2018年4月16日）

## 参考動画
- 銀座高級クラブのママに学ぶ！人の育て方｜白坂亜紀×小名木善行 - YouTube
- 日本人の粋な生き方「鯔背、手弱女」｜白坂亜紀×小名木善行- YouTube
- 生き方を模索する女性のために 大学講師務める銀座のママ、白坂亜紀さん 共同ニュース - YouTube

## 選挙歴
| 当落 | 選挙                     | 執行日         | 年齢 | 選挙区       | 政党       | 得票数     | 得票率 | 定数 | 得票順位 /候補者数 | 政党内比例順位 /政党当選者数 |
| ---- | ------------------------ | -------------- | ---- | ------------ | ---------- | ---------- | ------ | ---- | ------------------ | ---------------------------- |
| 当   | 第25回参議院議員補欠選挙 | 2023年4月23日  | 56   | 大分県選挙区 | 自由民主党 | 19万6122票 | 50.04% | 1    | 1/2                | /                            |
| 落   | 第27回参議院議員通常選挙 | 2025年07月20日 | 59   | 大分県選挙区 | 自由民主党 | 19万3277票 | 36.63% | 1    | 2/5                | /                            |